# Вычегодский
Вычего́дский — рабочий посёлок в Архангельской области. Входит в состав муниципального образования (городского округа) «Котлас».

## География

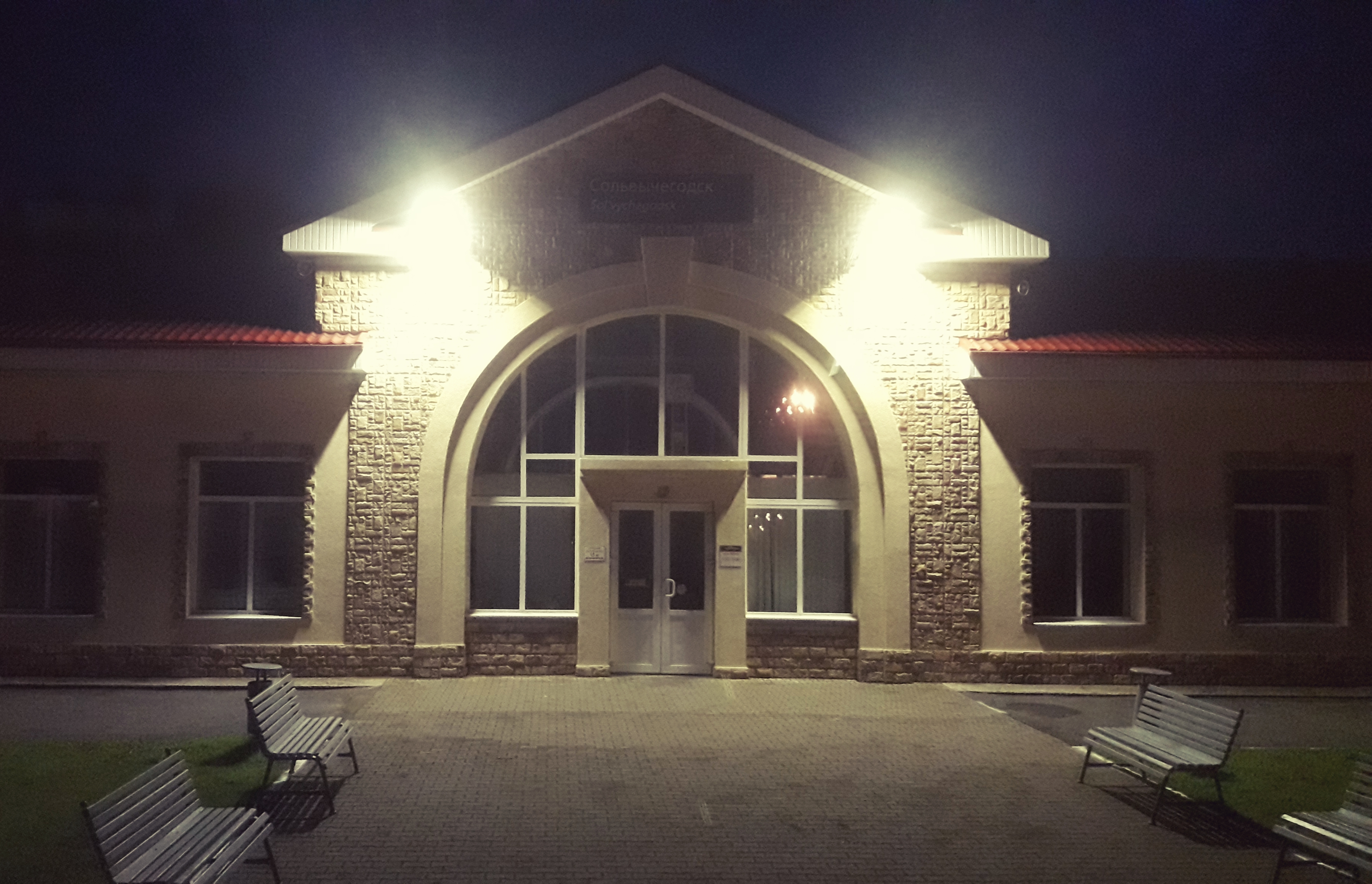
Станция Сольвычегодск

Посёлок Вычегодский расположен на юго-востоке Архангельской области, на левом берегу старицы реки Вычегды. В поселке Вычегодский расположена железнодорожная станция Сольвычегодск, при этом сам древний город-курорт Сольвычегодск находится на противоположном берегу реки Вычегды, но в 30 км пути автотранспортом через паромную переправу в Коряжме. Через посёлок проходит федеральная трасса А123.

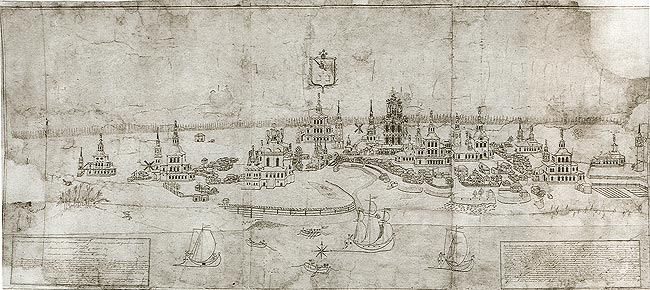
Вид на город Сольвычегодск в 1793 году со стороны местности будущего посёлка Вычегодский

## История
Поселок Вычегодский возник в Сольвычегодском районе в 1942 году как станционный посёлок при железнодорожной станции названной «Сольвычегодск». Поселок и станция созданы в связи со строительством железной дороги «Котлас — Воркута» (Севжелдорлаг).
Вычегодский стал называться рабочим посёлком с 1949 года. Одновременно он был передан в подчинение Котласскому горсовету. Близость к транспортным авто и железнодорожным путям и городу Котлас обусловило быстрый рост населения поселка Вычегодский, которое в настоящий момент в 6 раз превышает население старинного города-курорта Сольвычегодск.

## Население
| 1959    | 1970    | 1979    | 1989    | 2002    | 2009    | 2010    | 2012    | 2013    |
| ------- | ------- | ------- | ------- | ------- | ------- | ------- | ------- | ------- |
| 9955    | ↗10 926 | ↗12 448 | ↗14 491 | ↘13 435 | ↘13 188 | ↘12 861 | ↗12 990 | ↘12 937 |
| 2014    | 2015    | 2016    | 2017    | 2018    | 2019    | 2020    | 2021    | 2023    |
| ↘12 884 | ↗12 956 | ↘12 946 | ↘12 786 | ↘12 573 | ↘12 453 | ↘12 314 | ↘10 839 | ↘10 817 |

## Экономика
Значительная часть населения посёлка занята в транспортном секторе экономики.

## Инфраструктура
В посёлке имеется 3 общеобразовательных школы, техникум, больница Сольвычегодского отделения Северной железной дороги, детская поликлиника.